# Paranerita carminata
Paranerita carminata là một loài bướm đêm thuộc phân họ Arctiinae, họ Erebidae.